# Il cappello viola
Il cappello viola (Le Chapeau violet) è un dipinto a olio su tela del pittore franco-svizzero Félix Vallotton, realizzato nel 1907 e conservato nella collezione privata di villa Flora, a Winterthur, in Svizzera.

## Descrizione
Questo dipinto a olio su tela ritrae una donna bionda che indossa un grande cappello con delle piume viola, che dà il titolo all'opera, davanti a uno sfondo neutro color verde. Sembra che ella sia in procinto di spogliarsi, in quanto dalla vita in su indossa solo un corsetto rosa e una camicia bianca che si sta togliendo. L'opera assume quindi una carica erotica, eppure il volto dell'effigiata sembra non lasciar trasparire alcuna emozione.